# Mihály Fülöp
Mihály Fülöp   (Budapest, 10 d'abril de 1936 - Budapest, 26 de setembre de 2006) fou un tirador d'esgrima hongarès, especialista en floret, que va competir durant a dècada de 1950.
El 1956 va prendre part en els Jocs Olímpics d'Estiu de Melbourne, on disputà dues proves del programa d'esgrima. En la prova de floret per equips guanyà la medalla de bronze, mentre en la de floret individual quedà eliminat en sèries. Quatre anys més tard, als Jocs de Roma, tornà a disputar dues proves del programa d'esgrima. Fou quart en la prova de floret per equips i, novament, quedà eliminat en sèries en la del floret individual.
En el seu palmarès també destaquen quatre medalles al Campionat del Món d'esgrima, dues d'or, una de plata i una de bronze, entre les edicions de 1955 i 1959. A nivell nacional fou cinc vegades campió d'Hongria, dues individual (1955 i 1957) i tres per equips (1955, 1956 i 1962).